# Serie A2 GAF
La Serie A2 GAF (come viene chiamato il Campionato italiano di Serie A2 di Ginnastica Artistica Femminile nei referti della FGI) è il secondo livello professionistico tra i campionati italiani di ginnastica artistica a squadre. È organizzato dalla Federazione Ginnastica d'Italia. Nell'anno 1997 è stata introdotta la distinzione tra le serie «A1» e «A2».

## Storia

### Albo d'oro
| Edizione  | Stagione | Società vincitrice    |
| --------- | -------- | --------------------- |
| (Playout) | 1996     | Ginn. Flaminio        |
| I         | 1997     | Pro Patria Milano     |
| II        | 1998     | Sampietrina Seveso    |
| III       | 1999     | Alma Juventus Fano    |
| IV        | 2000     | Ginn. Flaminio        |
| V         | 2001     | Pol. Coop Parma       |
| VI        | 2002     | Centro Sport Bollate  |
| VII       | 2003     | Artistica ’81         |
| VIII      | 2004     | Ginnastica Tritium    |
| IX        | 2005     | Ginnastica Romana     |
| X         | 2006     | AG Biancoverde        |
| XI        | 2007     | Ginnic Club Bologna   |
| XII       | 2008     | GAL Gym Team Lixonum  |
| XIII      | 2009     | La Rosa Brindisi      |
| XIV       | 2010     | Corpo Libero Padova   |
| XV        | 2011     | Pro Patria Bustese    |
| XVI       | 2012     | Forza e Virtù 1892    |
| XVII      | 2013     | Ginnastica Romana     |
| XVII      | 2014     | Gymnasium             |
| XVIII     | 2015     | Word Sporting Academy |
| XIX       | 2016     | Centro Sport Bollate  |
| XX        | 2017     | Juventus Nova Melzo   |
| XXI       | 2018     |                       |
| XXII      | 2019     |                       |
| XXIII     | 2020     |                       |
| XXIV      | 2021     | Jonica Gym            |

## Formula
È una competizione tra 10 squadre; per ciascuna possono competere da 3 a 6 ginnaste. Il campionato si suddivide in 4 prove (o gare, o tappe); ogni prova prevede una competizione per ogni attrezzo e una classifica finale della prova.
Ogni società deve utilizzare almeno 2 proprie ginnaste, e può avvalersi della partecipazione di una ginnasta in prestito, che può competere al massimo in 4 attrezzi.
La squadra vincitrice si aggiudica il titolo di «Campione di Serie A2» ed è promossa in Serie A1 insieme alla 2ª squadra classificata; le ultime 3 squadre classificate retrocedono in serie B.

### Le prove
Per ogni attrezzo competono solo tre atlete di ogni squadra; i punteggi ottenuti da ognuna, sommati tra loro, costituiscono il punteggio di squadra per quell'attrezzo; ogni prova è vinta dalla squadra che conquista punteggio più alto.
Esiste la possibilità di assegnare titoli ex aequo.
Gli attrezzi sono:
1. Volteggio
2. Parallele asimmetriche
3. Trave
4. Corpo libero

Ogni ginnasta che gareggia deve partecipare alla competizione di almeno un attrezzo.

### La classifica
La classifica di campionato è solo di squadra, non esistono classifiche individuali (generali o per ogni prova); si basa sui punti ottenuti nelle classifiche di ciascuna gara, chiamati «Punteggi speciali»:
- 25 punti alla squadra vincitrice
- 22 punti alla seconda classificata
- 20 punti alla terza classificata
- 18 punti alla quarta classificata
- 16 punti alla quinta classificata
- 14 punti alla sesta classificata
- 12 punti alla settima classificata
- 10 punti alla ottava classificata
- 8 punti alla nona classificata
- 6 punti alla decima classificata

La squadra che non partecipa ad una prova di campionato, totalizza in 0 punti in quella prova.